# 瑞士戴维斯杯代表队
瑞士戴维斯杯代表队是瑞士男子网球队参加戴维斯杯的队伍，由瑞士网球协会负责管理和组织参赛。
瑞士队首次独立参加戴维斯杯是在1923年。1992年他们闯进决赛但在决赛中输给美国队获得亚军。2007年，瑞士队连续第13年参加世界组比赛，这是第三长的连胜纪录，但在当年输给捷克队后降级。
2014年，瑞士队在拥有20次大满贯冠军罗杰·费德勒和2届大满贯冠军、当年澳网卫冕冠军斯坦·瓦林卡的带领下在决赛中击败了法国队赢得了队史上首个戴维斯杯冠军，成为第14个赢得戴维斯杯奖杯的国家。